# La Castel
Rezervația peisagistică „La Castel” este o arie protejată, situată în apropierea satului Gordinești, de-a lungul văii Racovățului, pe o fâșie cu lățimea de 200 m și lungimea de 5 km, în raionul Edineț, Republica Moldova (ocolul silvic Edineț, Gordinești, parcelele 29-35). Are o suprafață de 746 ha. Obiectul este administrat de două instituții: Gospodăria Silvică de Stat Edineț (646 ha) și Primăria satului Gordinești (100 ha).

## Descriere
Aria naturală cuprinde pantele abrupte ale văii râului Racovăț. Este printre cele mai adânci defilee din R. Moldova, multe grote servind ca refugiu pentru vulturi și reptile. Se manifestă ieșirea la suprafață a calcarului toltric din toltron cu rămășițe fosile a faunei. Zona este monument al culturii omului primitiv.
Aria naturală este încadrată în etajul deluros de cvercete de deal (FD2) cu două tipuri de stațiune:
- deluros de cvercete de productivitate inferioară, eroziune excesivă, cu erodisoluri și soluri desfundate argiloiluviale, edafic mare;
- deluros de cvercete cu șleauri cu gorun (stejar) și goruneto-șleauri de productivitate superioară și mijlocie, platouri, versanți ușor înclinați, cenușiu edafic mare.

Au fost identificate trei tipuri de pădure:
- stejăret de silvostepă cu combinații de stejari xerofiți de productivitate inferioară;
- goruneto-stejăret cu cireș, productivitate mijlocie;
- stejăreto-goruneto-șleau, productivitate superioară;
- stejăreto-goruneto-șleau, productivitate mijlocie.

## Faună
Speciile de animale documentate pe teritoriul rezervației sunt următoarele (grupate după ordin):
Erinaceomorpha
- Erinaceus roumanicus

Soricomorpha
- Talpa europaea
- Sorex araneus
- Sorex minutus
- Crocidura leucodon
- Crocidura suaveolens

Chiroptera
- Rhinolophus hipposideros
- Myotis blythii
- Myotis daubentonii
- Myotis dasycneme
- Myotis mystacinus
- Nyctalus noctula
- Pipistrellus pipistrellus
- Pipistrellus pygmaeus
- Eptesicus serotinus
- Plecotus austriacus
- Plecotus auritus

Rodentia
- Sciurus vulgaris
- Spermophilus suslicus
- Myoxus glis
- Dryomys nitedula
- Muscardinus avellanarius
- Nannospalax leucodon
- Ondatra zibethicus
- Arvicola terrestris
- Mus spicilegus
- Apodemus sylvaticus
- Apodemus uralensis
- Apodemus flavicollis
- Apodemus agrarius
- Microtus arvalis
- Microtus rossiaemeridionalis
- Microtus subterraneus
- Clethrionomys glareolus

Lagomorpha
- Lepus europaeus

Carnivora
- Felis sylvestris
- Lutra lutra
- Mustela nivalis
- Mustela putorius
- Martes martes
- Martes foina
- Meles meles
- Vulpes vulpes

Artiodactyla
- Capreolus capreolus
- Sus scofa

## Galerie de imagini

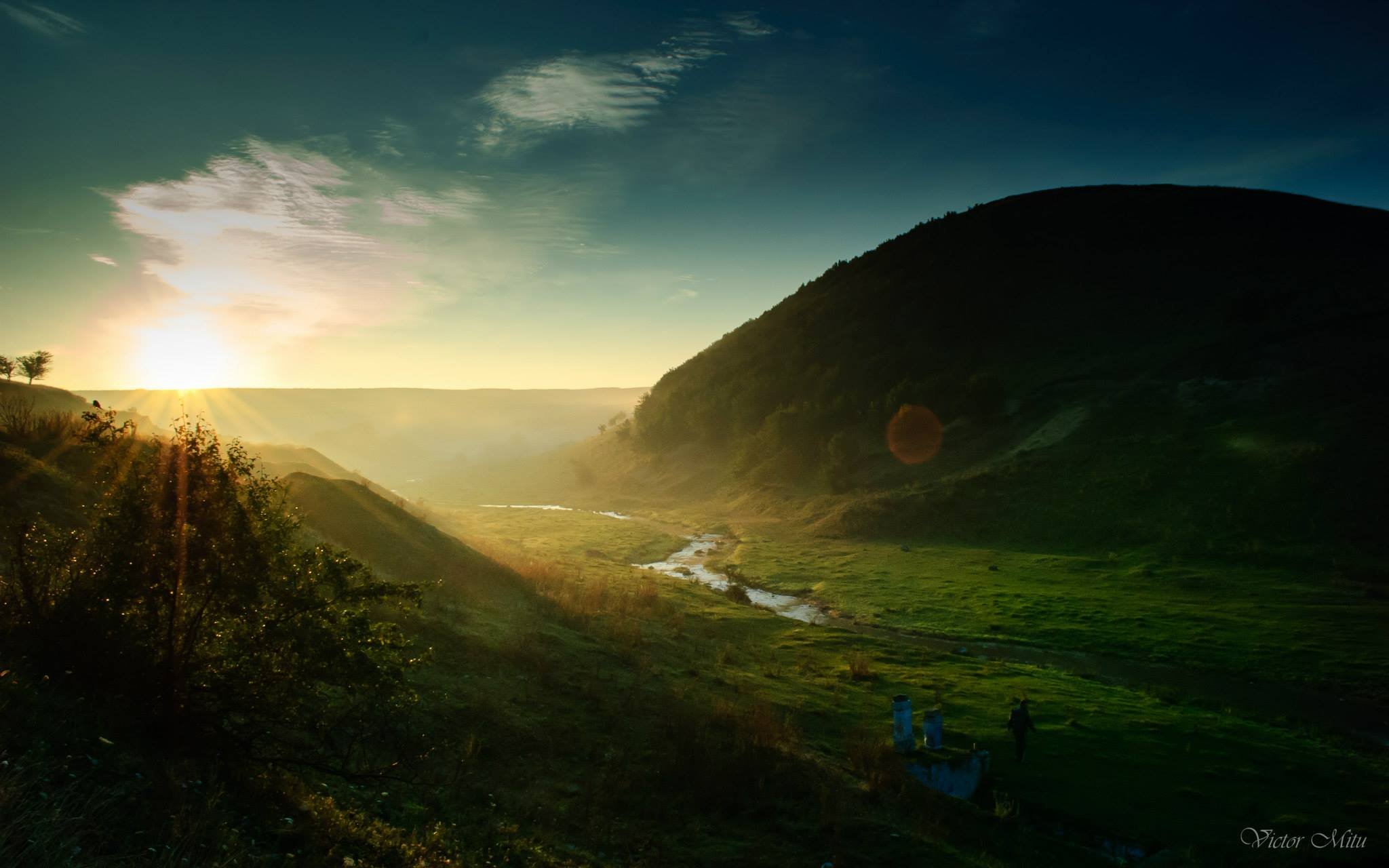
Zori de zi în apropiere de Gordinești
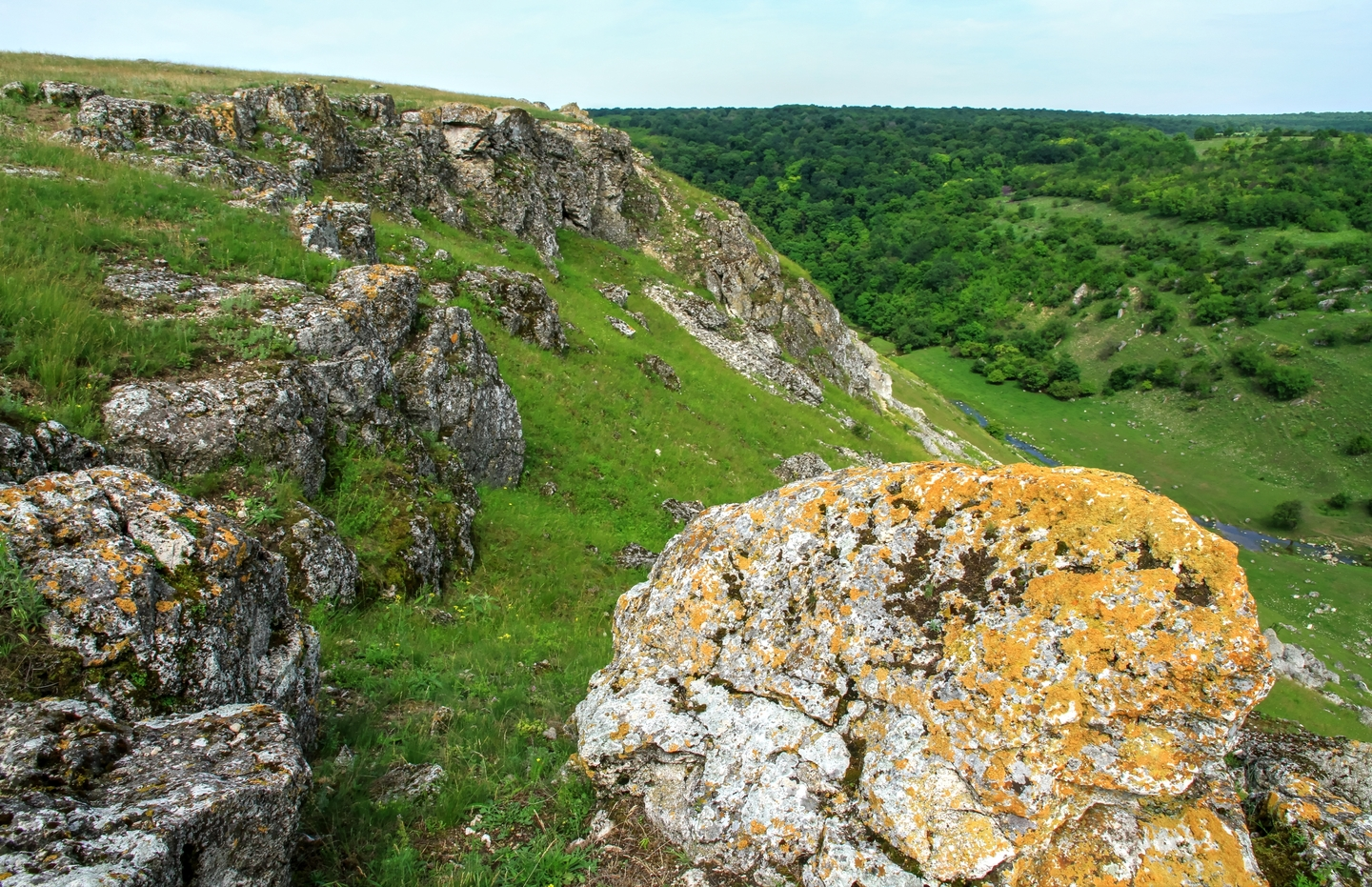
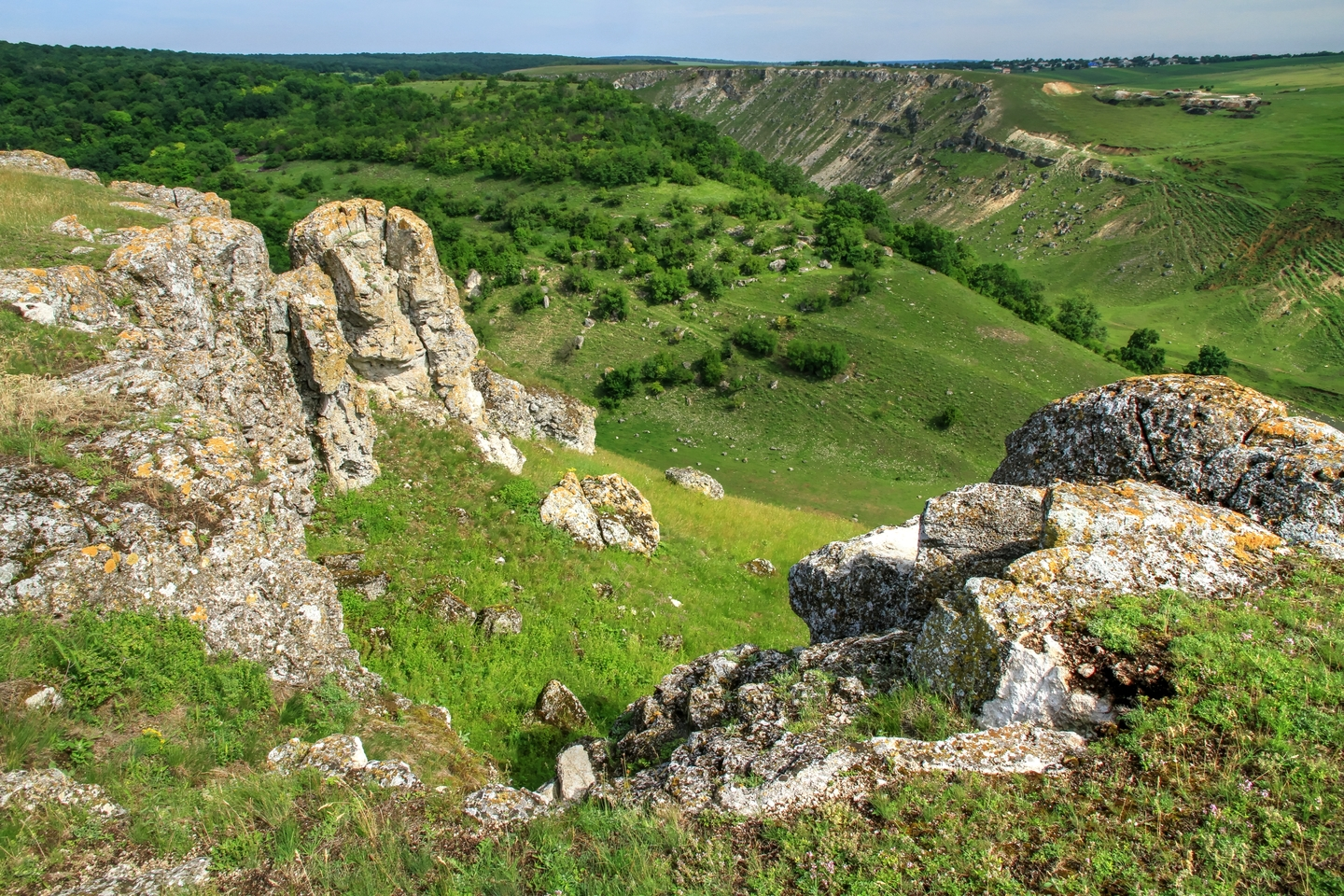
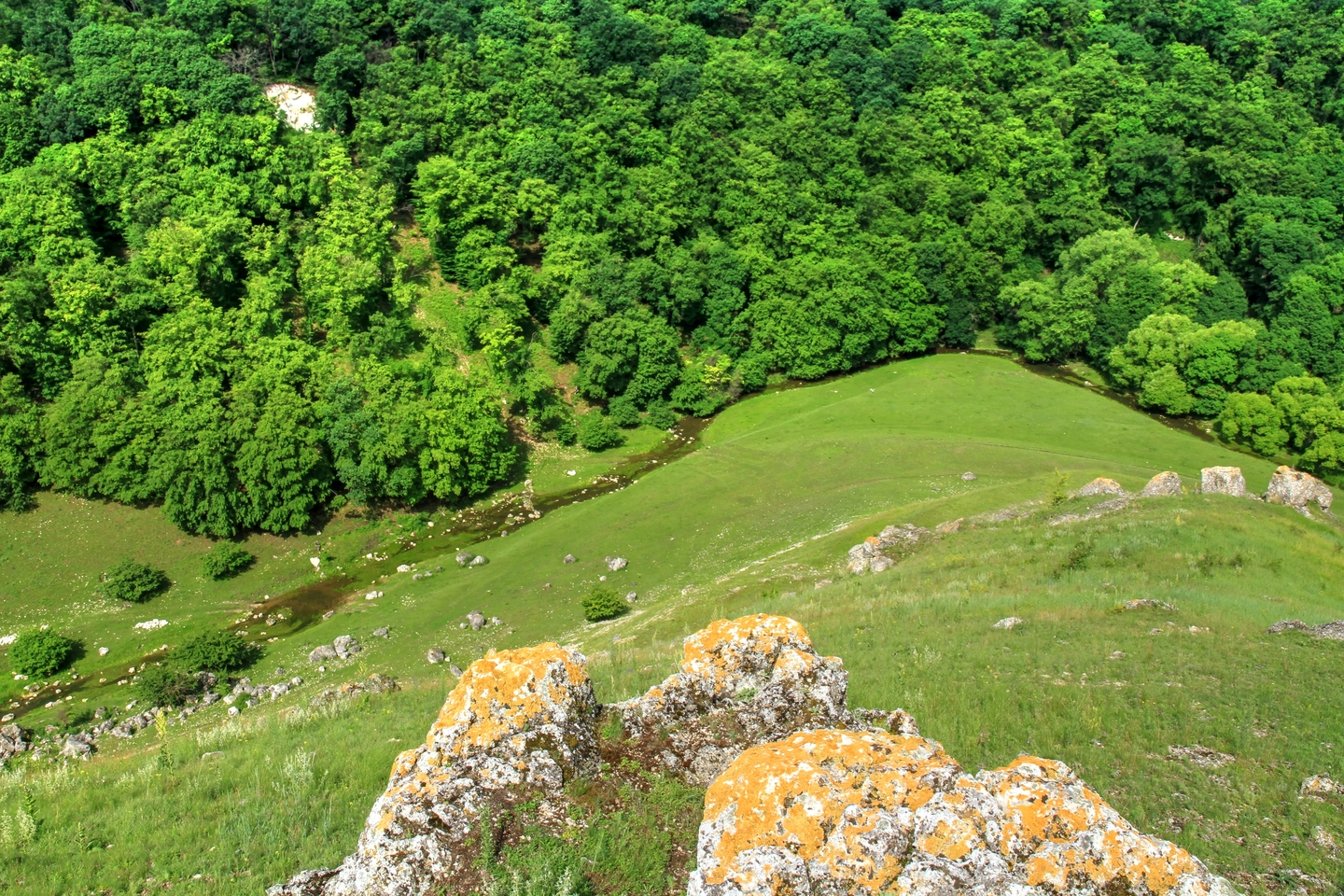
Priveliște din vârf de stâncă
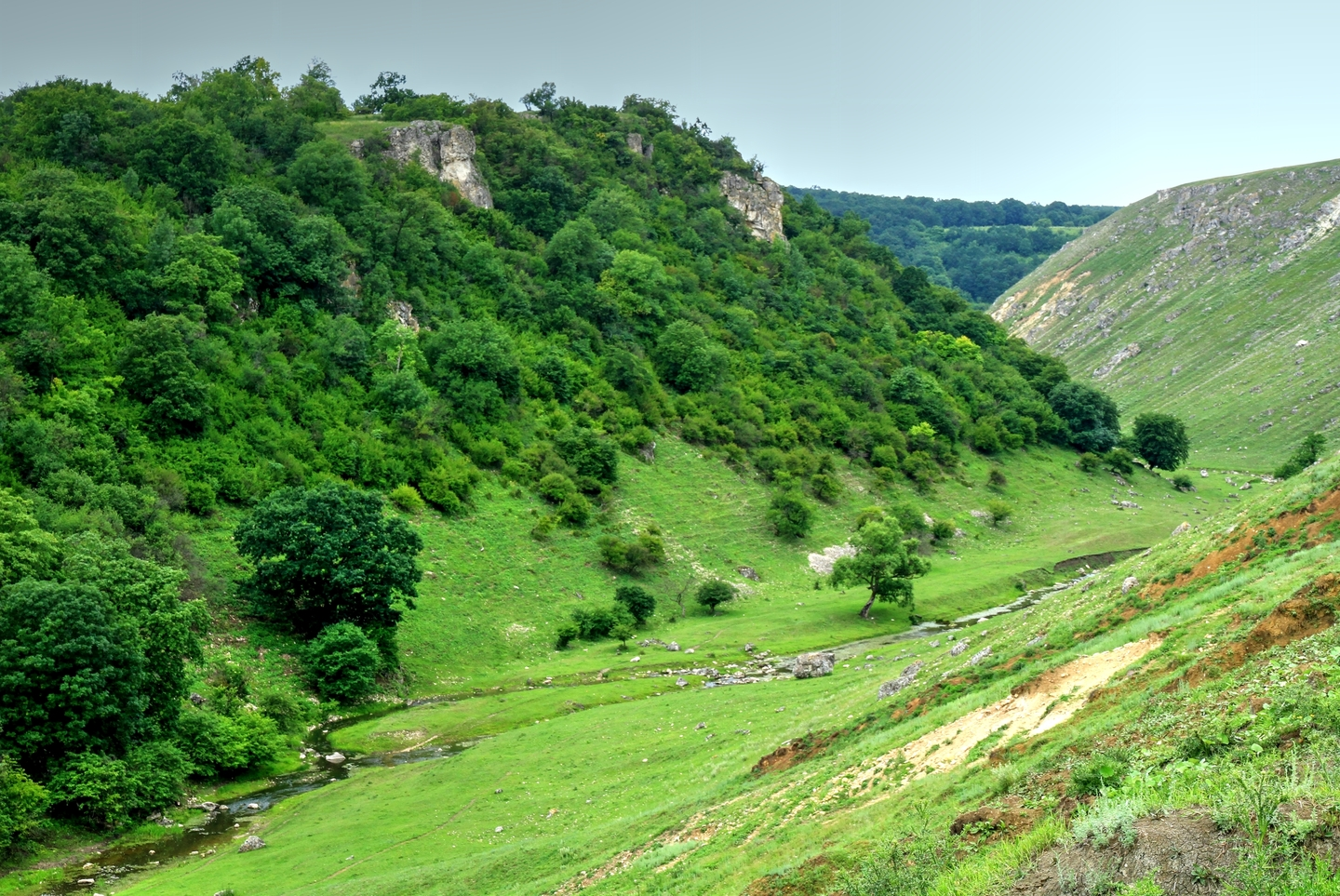
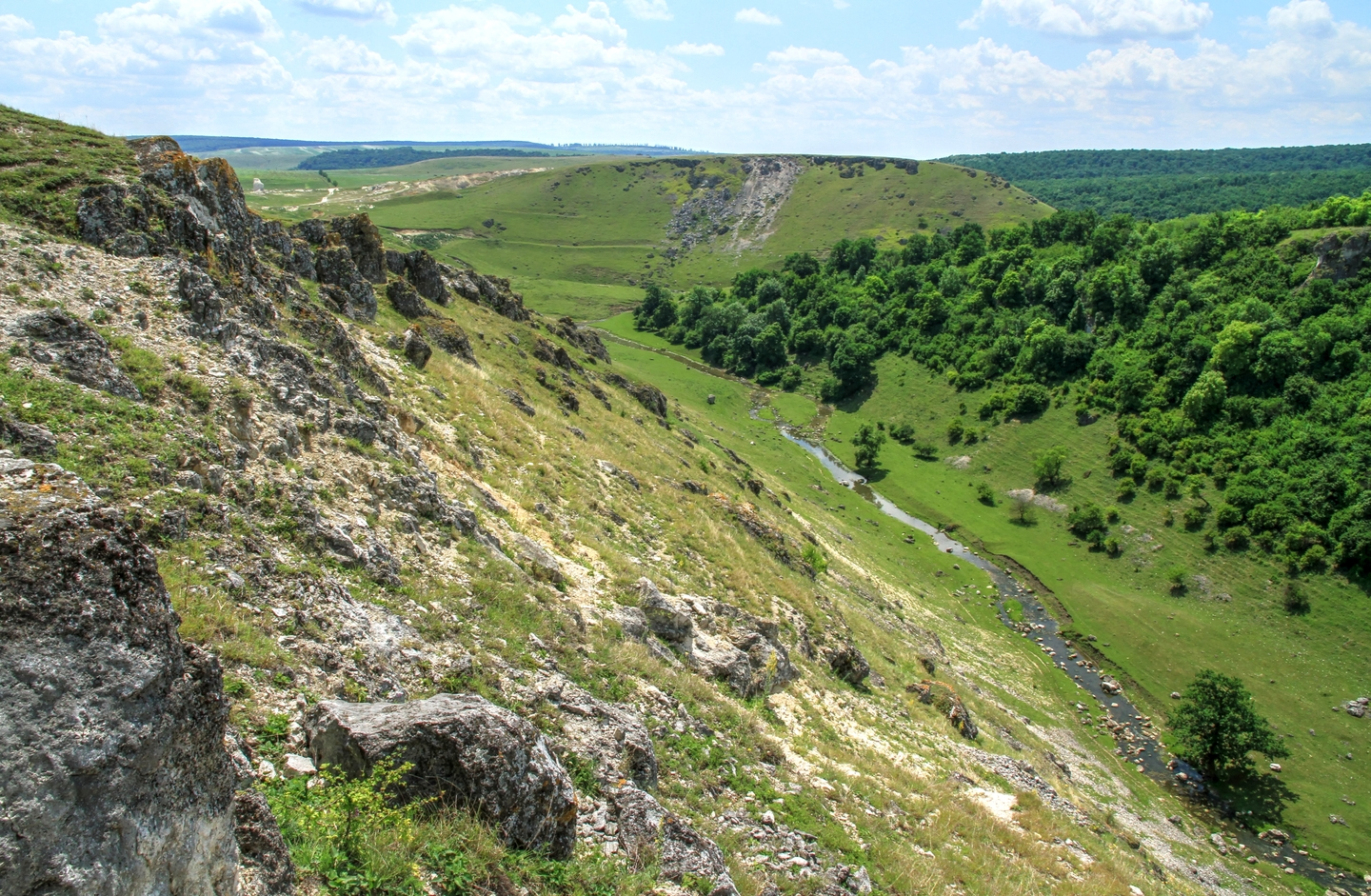
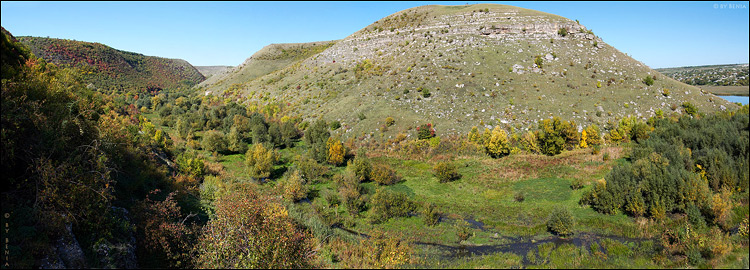
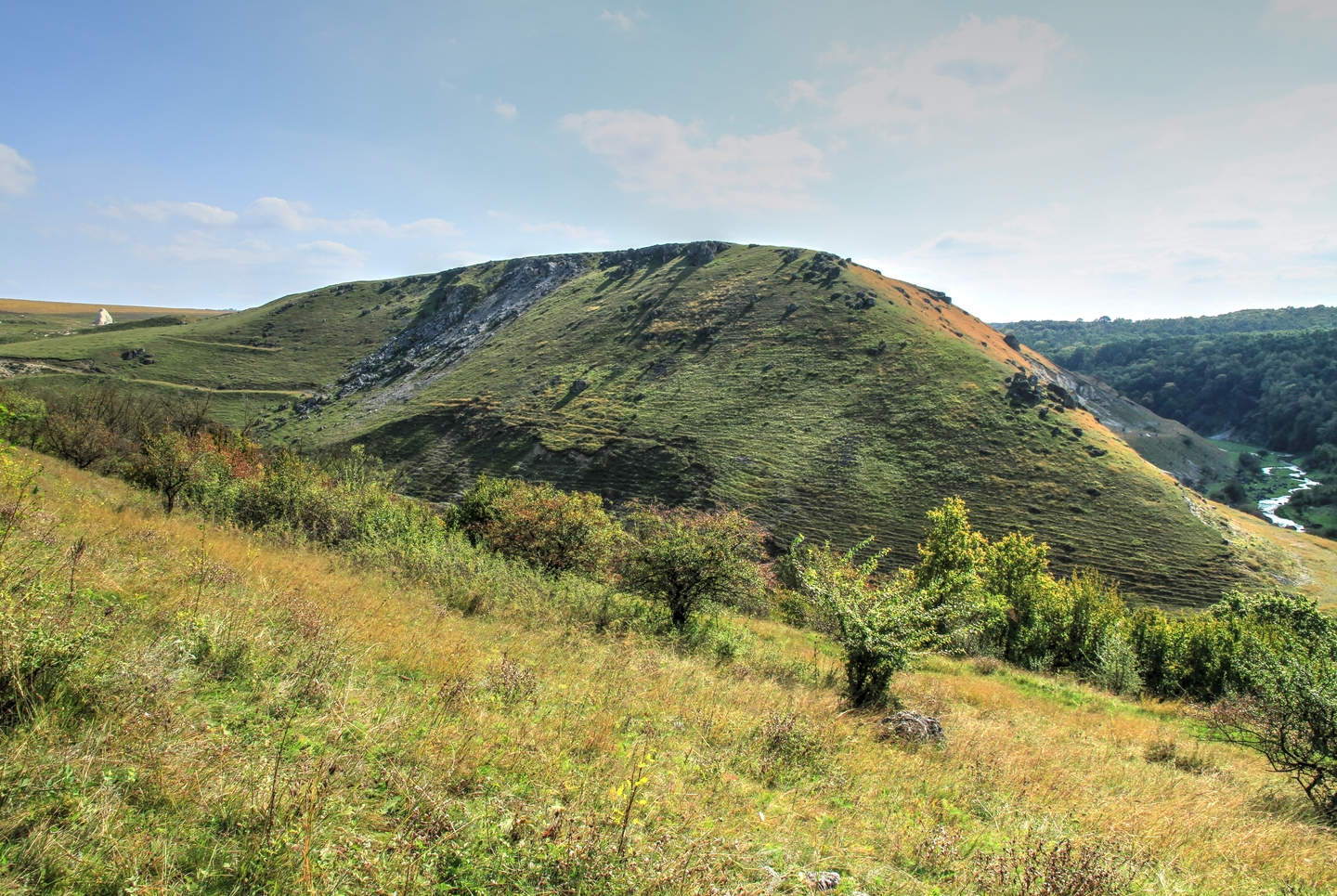
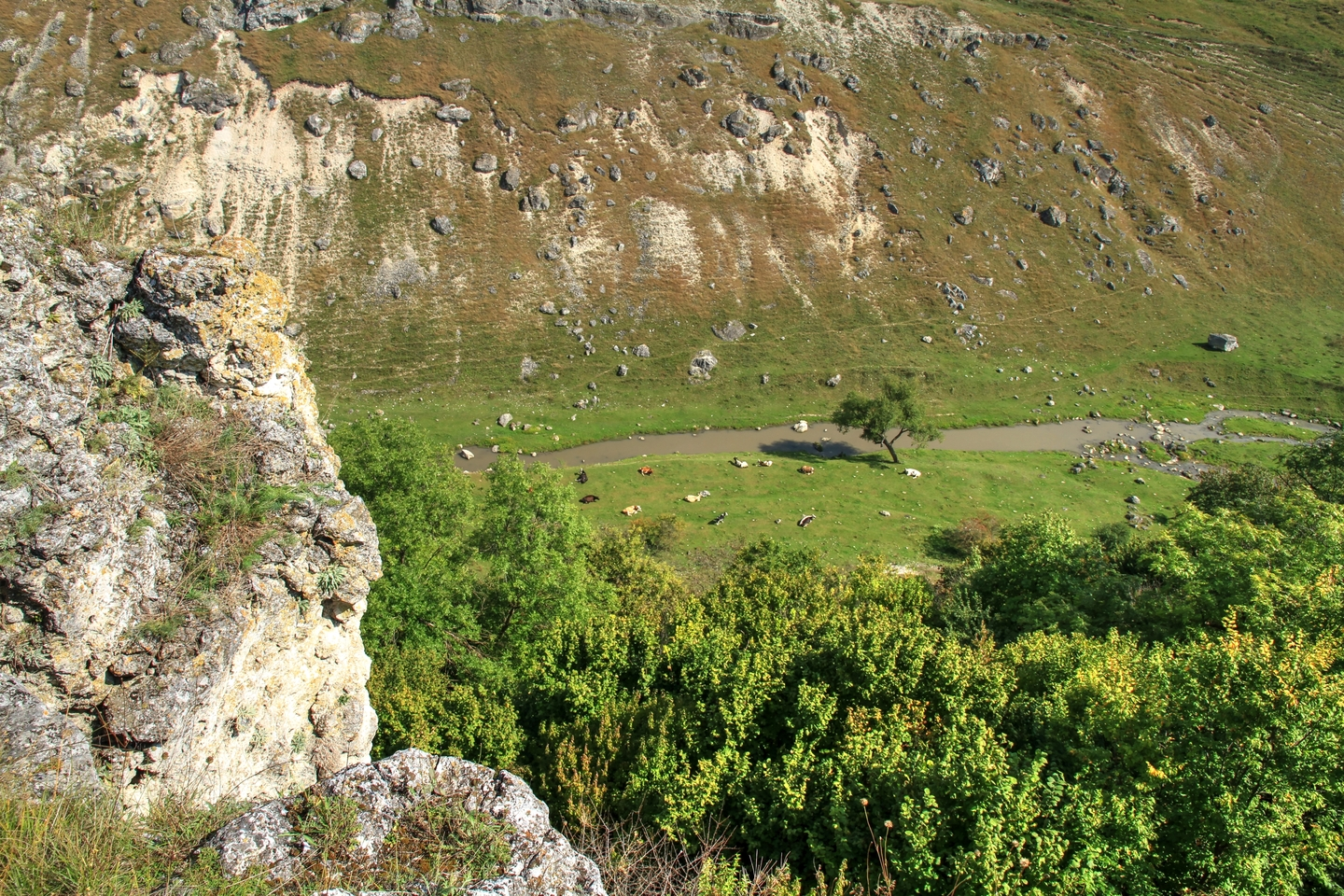
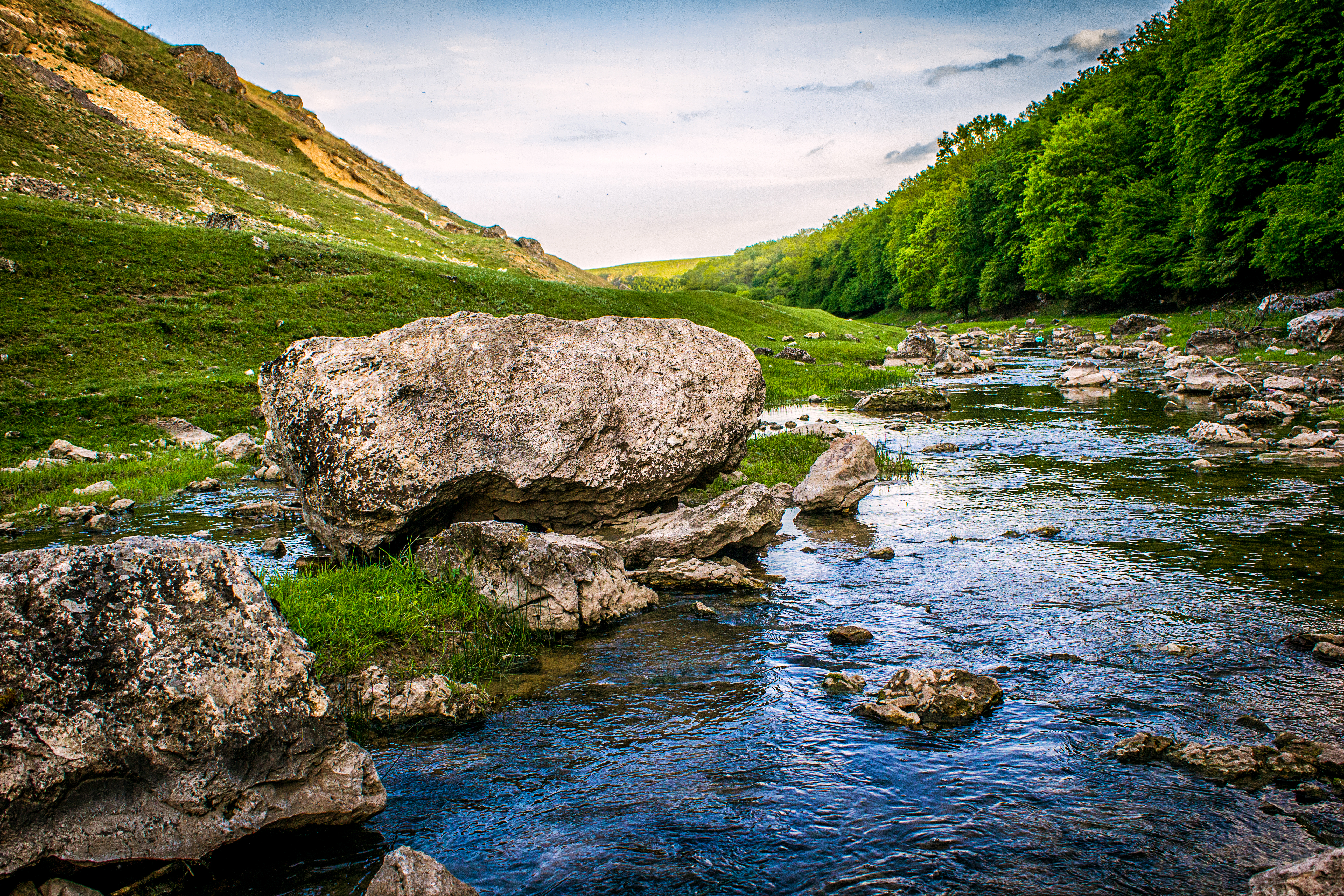
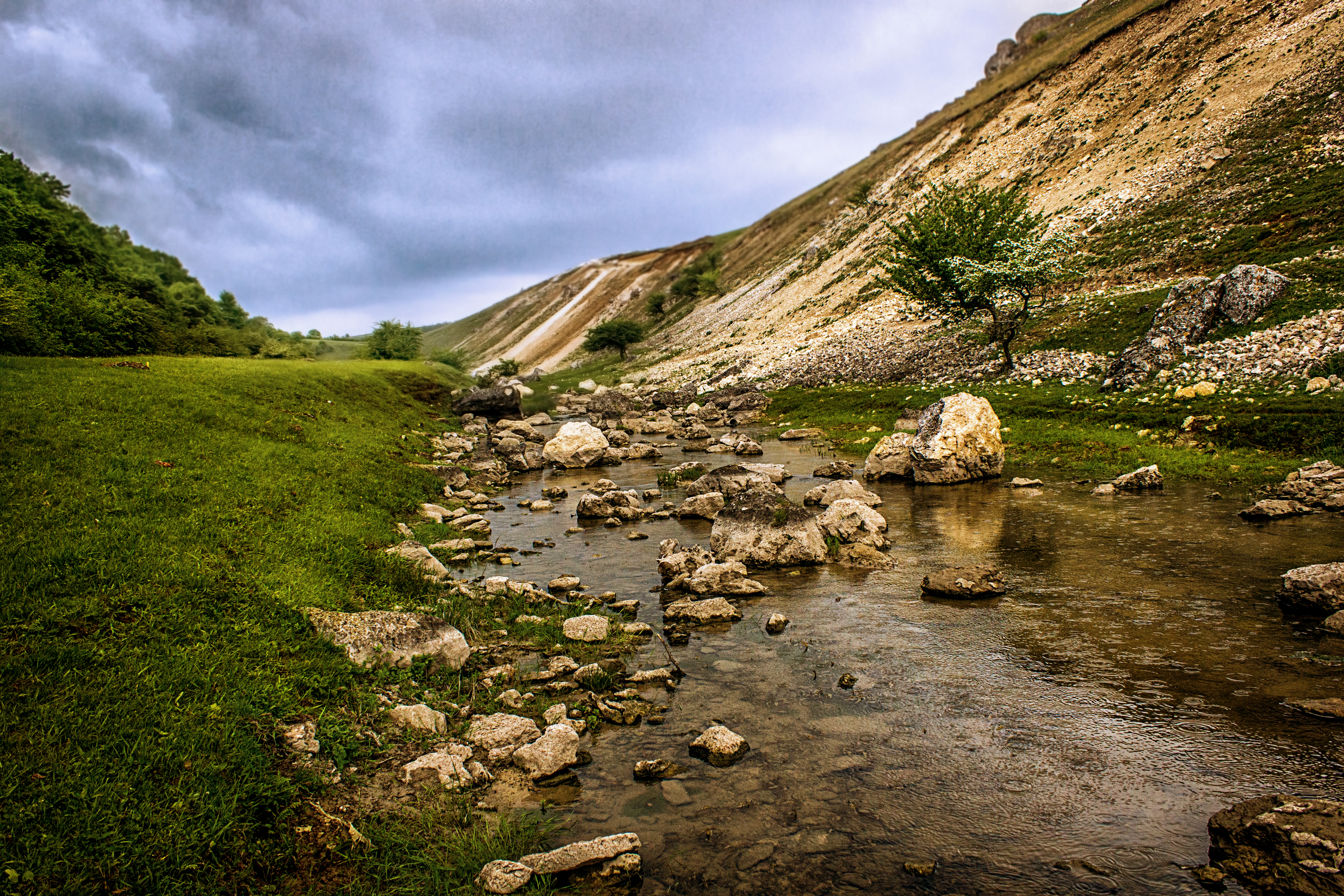
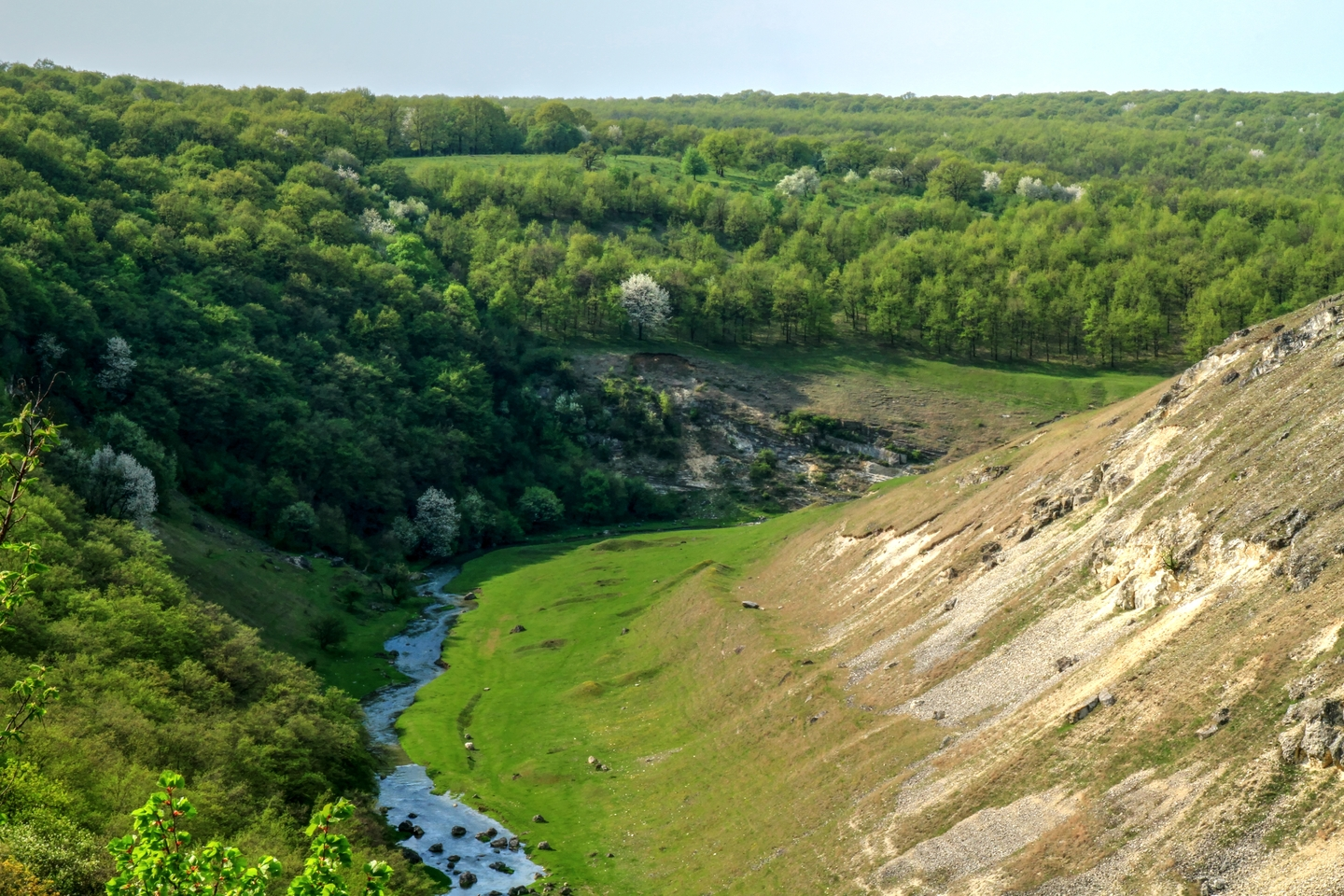
Defileul Racovățului
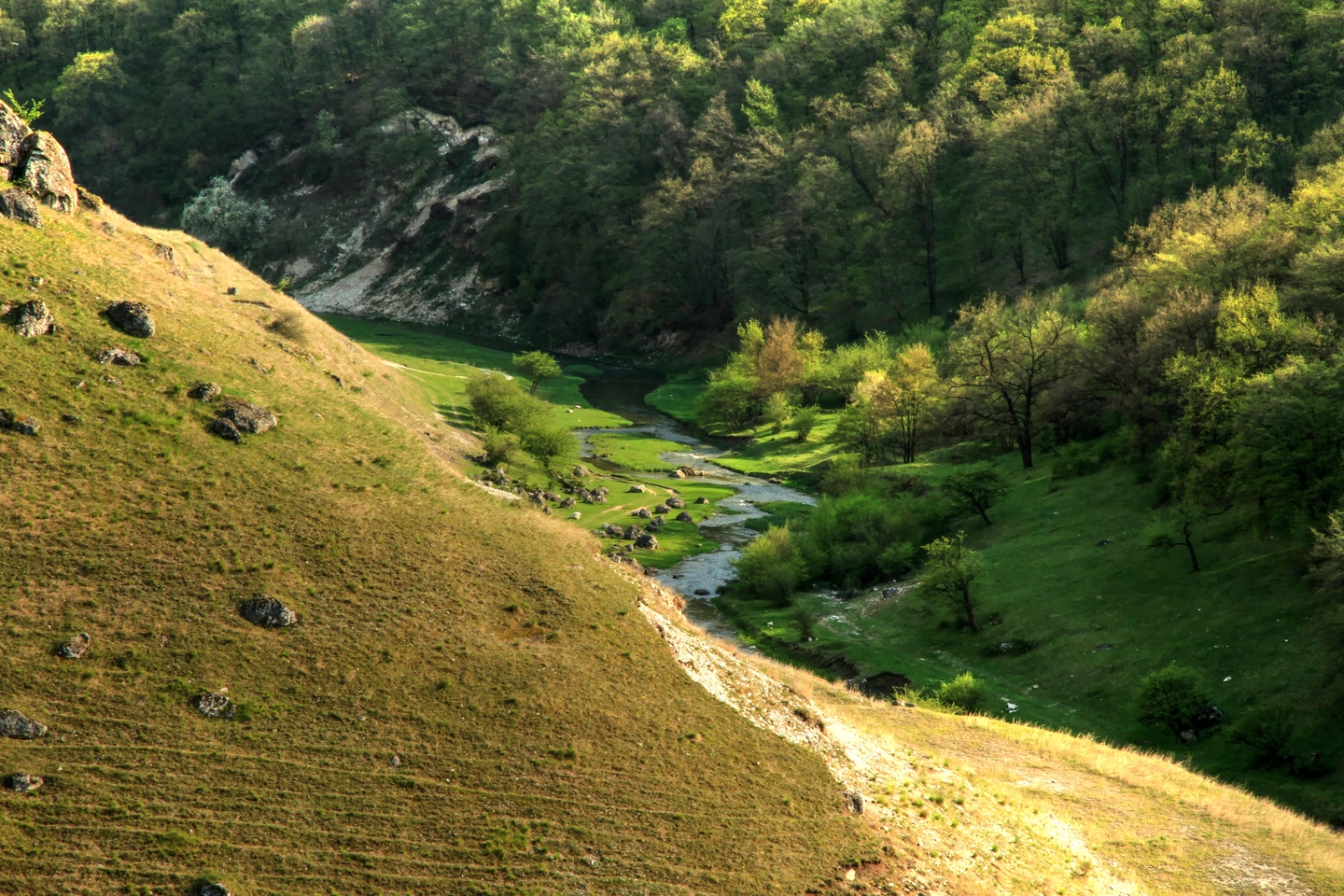
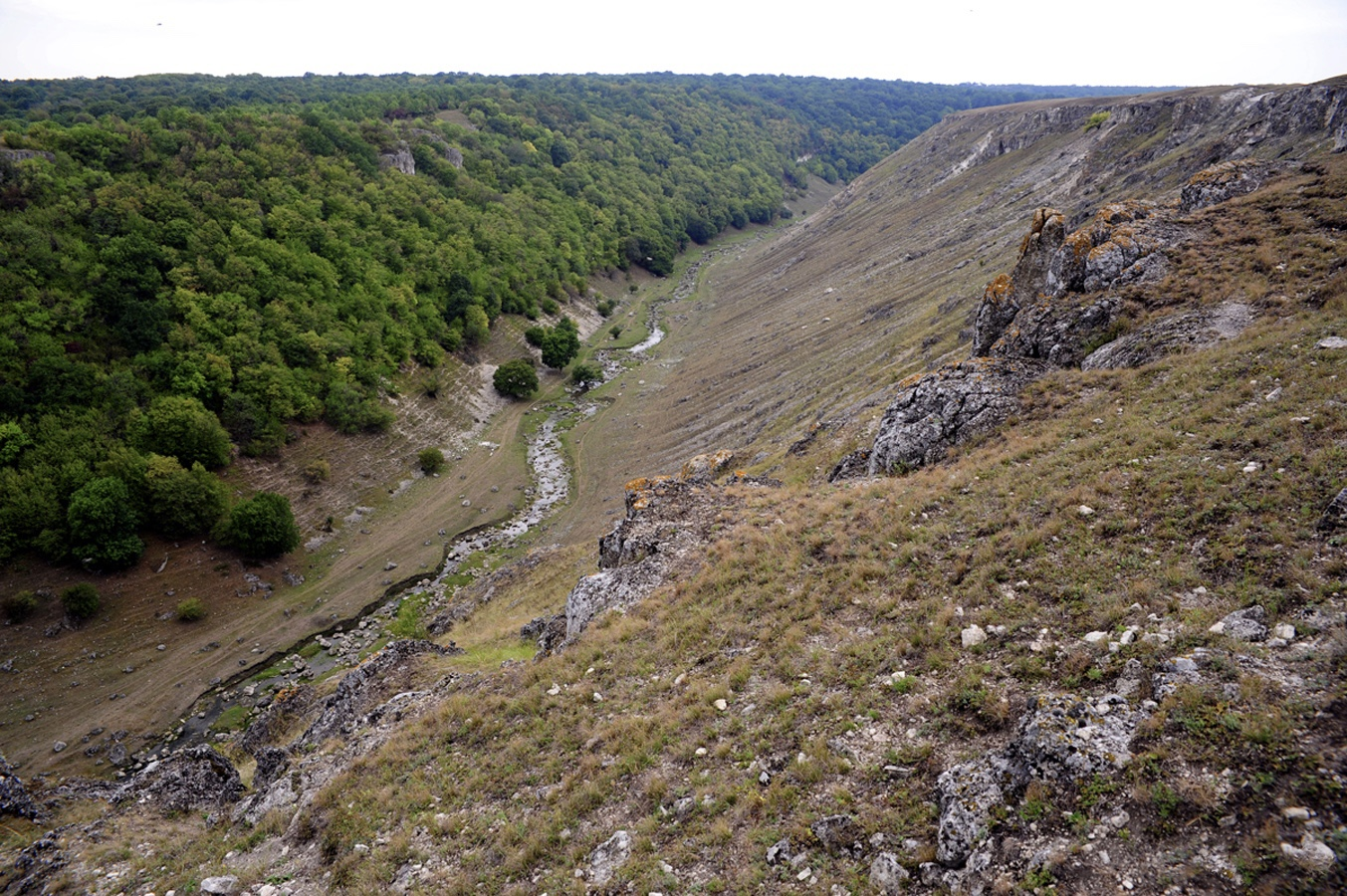
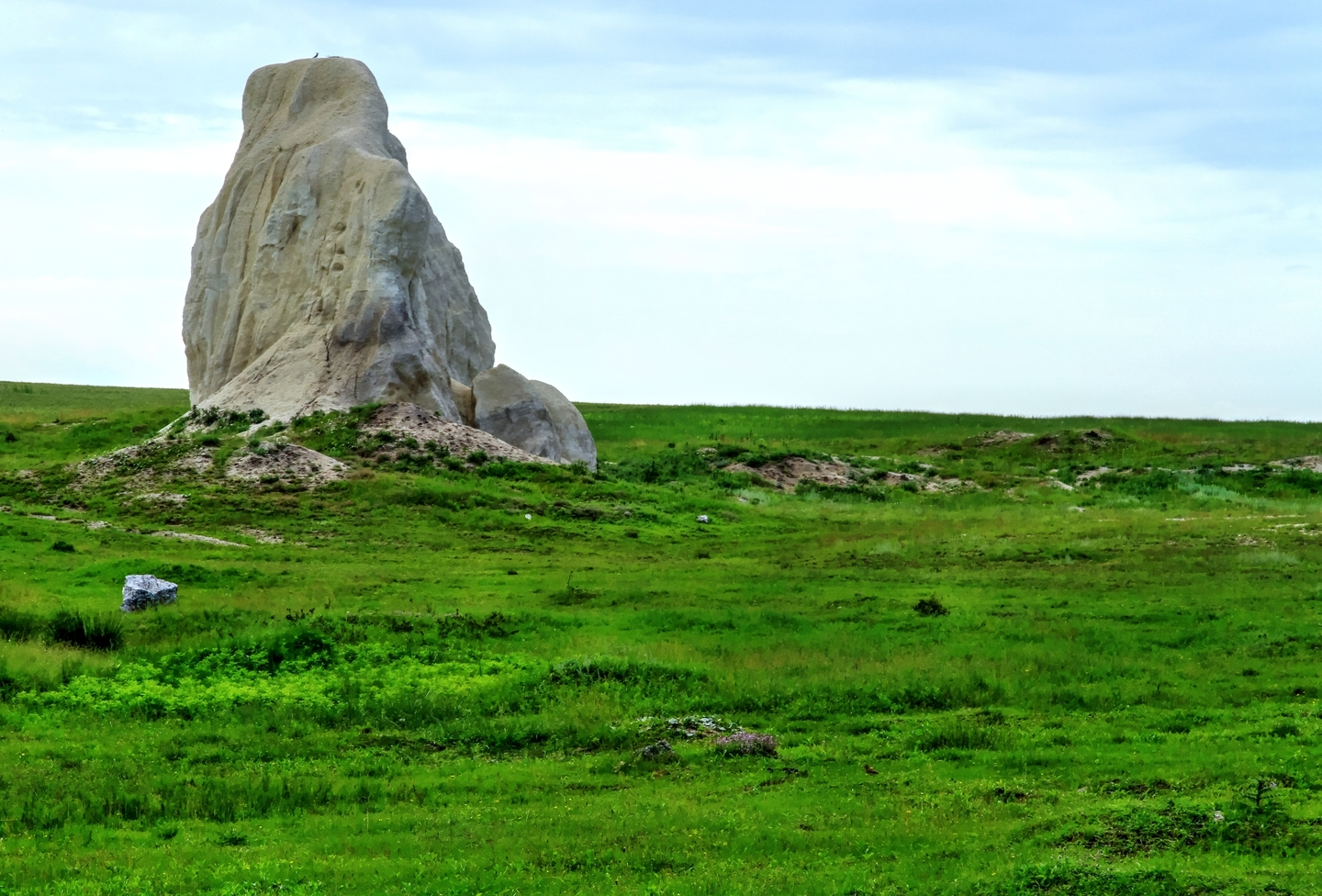
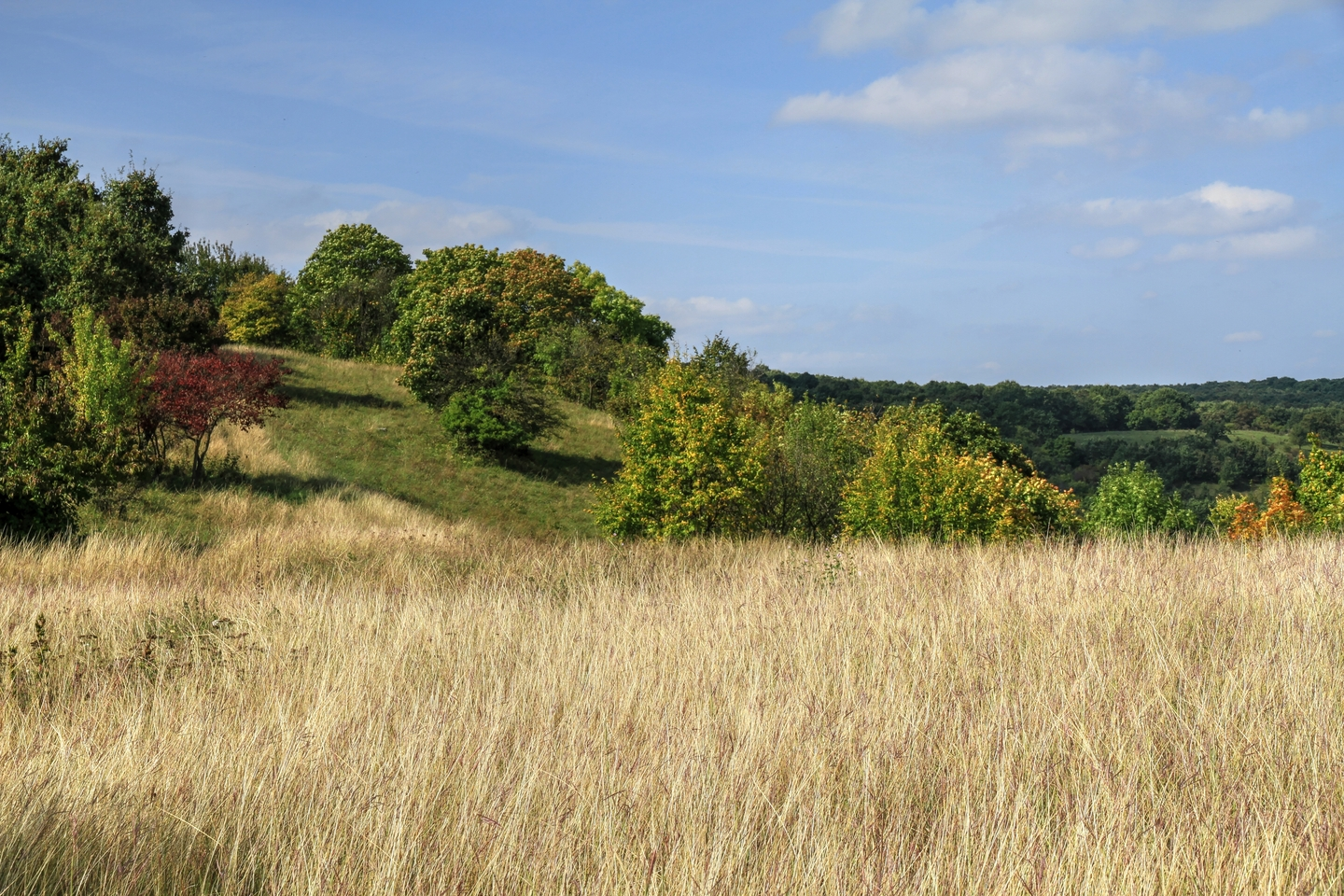
Vegetație